# John Yeboah
John Yeboah Zamora (ur. 23 czerwca 2000 w Hamburgu) – ekwadorsko-niemiecki piłkarz ghańskiego pochodzenia występujący na pozycji pomocnika we włoskim klubie Venezia FC oraz w reprezentacji Ekwadoru.

## Kariera klubowa
Jako dziecko początkowo trenował futsal. Treningi piłki nożnej rozpoczął w klubie SV Rönneburg. Następnie szkolił się w FC Türkiye Wilhelmsburg oraz VfL Wolfsburg. W trakcie swojej kariery występował w VfL Wolfsburg, VVV Venlo, Willem II Tilburg, Almere City FC, MSV Duisburg, Śląsku Wrocław oraz Rakowie Częstochowa.

## Kariera reprezentacyjna
W latach 2016–2019 Yeboah reprezentował kraj swojego urodzenia – Niemcy, występując w drużynach młodzieżowych w kategoriach wiekowych od U-16 do U-20. W 2023 roku zdecydował się reprezentować Ekwador, skąd pochodzi jego matka i przyjął powołanie na mecze eliminacji Mistrzostw Świata 2026 z Boliwią i Kolumbią. 22 marca 2024 zadebiutował w drużynie narodowej w towarzyskim meczu z Gwatemalą (2:0), w którym zdobył gola.

### Bramki w reprezentacji
| Lp. | Data          | Miejsce                  | Przeciwnik | Bramka | Rezultat | Ranga meczu     |
| --- | ------------- | ------------------------ | ---------- | ------ | -------- | --------------- |
| 1.  | 22 marca 2024 | Red Bull Arena, Harrison | Gwatemala  | 1:0    | 2:0      | Mecz towarzyski |

## Życie prywatne
Syn Ghańczyka i Niemki ekwadorskiego pochodzenia. Jego ojciec przyjaźnił się z Anthonym Yeboahem, nie byli oni jednak spokrewnieni.